# جان دانلد راب
جان دانلد راب (انگلیسی: John Donald Robb) آهنگساز، کلکسیونر ترانه‌های فولکلوریک اسپانیایی، متصدی مرمت و حفاظت آثار هنری، مدیر هنری و وکیل اهل ایالات متحده آمریکا بود.
وی از شاگردان داریوس میو، روی هریس، پل هیندمیت و نادیا بولانژه بود و بعدها شاگردان برجسته‌ای همچون حلیم الضبع را تربیت کرد.